# Bizovac
Bizovac är en ort i Kroatien.   Den ligger i länet Slavonien i den östra delen av landet, 190 km öster om huvudstaden Zagreb. Bizovac ligger 88 meter över havet och antalet invånare är 2 285.
Terrängen runt Bizovac är mycket platt. Runt Bizovac är det ganska glesbefolkat, med 26 invånare per kvadratkilometer. Närmaste större samhälle är Osijek, 18,8 km öster om Bizovac. Trakten runt Bizovac består till största delen av jordbruksmark.